# Sillesjö
Sillesjö är en sjö i Bengtsfors kommun i Dalsland och ingår i Göta älvs huvudavrinningsområde. Sjön har en area på 0,352 kvadratkilometer och ligger 135,3 meter över havet.

## Delavrinningsområde
Sillesjö ingår i det delavrinningsområde (656283-128846) som SMHI kallar för Utloppet av Sillesjö. Medelhöjden är 156 meter över havet och ytan är 3,52 kvadratkilometer. Det finns inga avrinningsområden uppströms utan avrinningsområdet är högsta punkten. Vattendraget som avvattnar avrinningsområdet har biflödesordning 3, vilket innebär att vattnet flödar genom totalt 3 vattendrag innan det når havet efter 215 kilometer. Avrinningsområdet består mestadels av skog (83 procent). Avrinningsområdet har 0,35 kvadratkilometer vattenytor vilket ger det en sjöprocent på 10 procent.